# 사츠카와 아키오
사츠카와 아키오(일본어: 薩川 昭夫)는 일본의 각본가, 영상편집가다. 일본시나리오작가협회 회원. 효고현 출신. 효고현립 이카와다니고등학교와 와세다대학 제1문학부를 졸업했다.

## 참여 작품

### TVA
- 신비한 바다의 나디아 (1990년, 편집)
- 신세기 에반게리온 (1995년, 각본)
- 길가메시 (2003년, 시리즈 구성, 각본)

### OVA
- 뉴이어별 조사행 (1990년, 편집)
- 포스트 속의 내일 (1990년, 편집)
- 오타쿠의 비디오 (1991년, 컷팅)

### 극장 애니메이션
- 신세기 에반게리온 극장판 DEATH & REBIRTH 사도신생 (1997년, DEATH편 구성・각본)
- 신세기 에반게리온 극장판 THE END OF EVANGELION 에어/진심을, 너에게 (1997년, 우정편집)
- 에반게리온 신극장판: 서 (2007년, 각본협력)
- 에반게리온 신극장판: 파 (2009년, 각본협력)

### 드라마
- 울트라맨 티가 『꽃』, 『꿈』편 (1996년, 각본)
- 사립탐정 하마 마이크 (2002년, 각본)

### 실사영화
- 다락방의 산보자 (1994년, 각본)
- 오시에와 여행하는 남자 (1994년, 각본)
- D자카 살인사건 (1998년, 각본)
- 러브 앤드 팝 (1998년, 각본)
- 난보지옥 『거울지옥』 (2005년, 각본)